# Carnival of Souls
Carnival of Souls és una pel·lícula estatunidenca de terror psicològic del 1962 roduïda i dirigida per Herk Harvey i escrita per John Clifford a partir d'una història de Clifford i Harvey, i protagonitzada per Candace Hilligoss. La seva trama segueix a Mary Henry, una jove la vida de la qual es veu alterada després d'un accident de cotxe. Es trasllada a una nova ciutat, on es veu incapaç d'assimilar-se amb els habitants, i es veu atreta pel pavelló d'un carnaval abandonat. El director Harvey també apareix a la pel·lícula com un desconegut macabre que la persegueix a tot arreu. La pel·lícula està configurada amb una partitura d'orgue de Gene Moore.
Filmada a Lawrence (Kansas) i Salt Lake City, Carnival of Souls es va rodar amb un pressupost de 33.000 dòlars, i Harvey va emprar diverses tècniques de guerrilla cinematogràfica per acabar la producció. La pel·lícula es basa lliurement en el curt francès La Rivière du hibou (1961), una adaptació de la història homònima de 1890 d'Ambrose Bierce, i l'estil visual de Harvey es va inspirar em cineastes com Ingmar Bergman i Jean Cocteau. Carnival of Souls va ser l'únic llargmetratge d'Harvey, i no va obtenir una atenció generalitzada quan es va estrenar originalment com a doble sessió amb l'ara oblidada The Devil's Messenger el 1962.
Des de la dècada de 1980, la pel·lícula ha estat destacada pels crítics i els estudiosos del cinema per la seva cinematografia i l'atmosfera premonitoria. La pel·lícula té un gran nombre de seguidors de culte i ocasionalment es projecta en festivals de cinema i Halloween.

## Argument
A Kansas, Mary Henry va en un cotxe amb dues dones joves més quan dos homes les desafien a una cursa de carretera. Durant la cursa, el cotxe de les dones és empentat pel noi i s'enfonsa des d'un pont a un riu fangós. Tres hores després que la policia comenci a dragar l'aigua per buscar-los, Mary surt miraculosament a la vora del riu, però no recorda com va sobreviure.

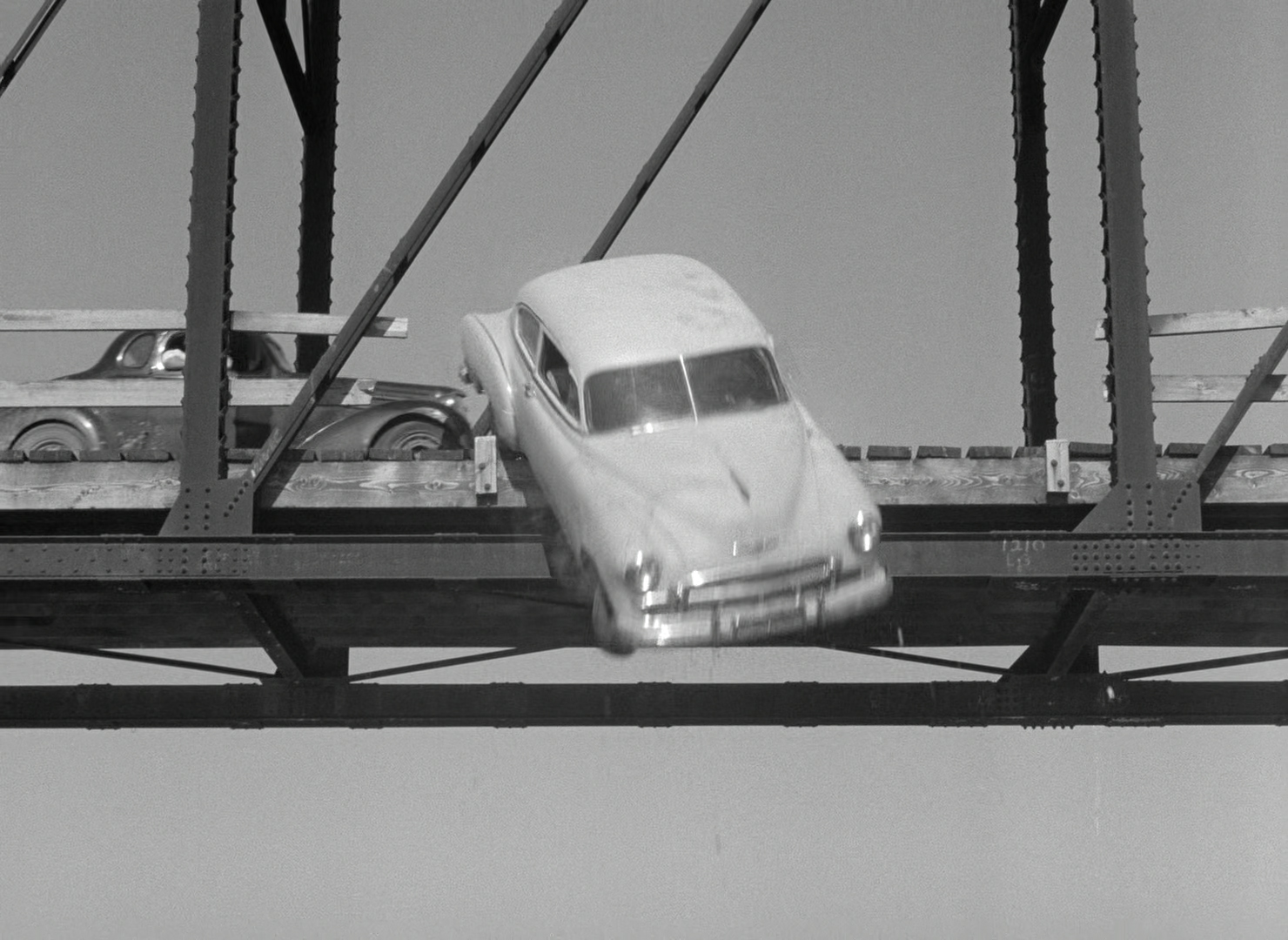
Fotografia del cotxe que cau del pont.

Mary es trasllada a Salt Lake City, on ha estat contractada com a organista de l'església. Mentre condueix a prop d'un pavelló abandonat a la vora del Gran Llac Salat, Mary comença a experimentar visions d'una figura macabra i de cara pàl·lida (coneguda com "L'home" als crèdits). Un encarregat de la benzinera li diu que el pavelló va ser primer una casa de banys, després una sala de ball i, finalment, un carnaval abans de ser abandonat. A la ciutat, Mary lloga una habitació i visita l'església on tocarà l'orgue. Mary fa un passeig fins al pavelló del llac amb el ministre de l'església que li impedeix entrar, advertint que és il·legal.
Mary continua experimentant visions de l'Home i també rebutja els repetits avenços de John, un hostaler veí. La Mary va sola al pavelló per investigar però no troba res. Més tard, Mary comença a experimentar interludis terrorífics quan es fa invisible i inaudible per a la resta del món, com si no hi fos. Durant un d'aquests episodis, Mary coneix el Dr. Samuels, que s'ofereix a ajudar-la tot i que reconeix que no és un psiquiatra. Mary torna a l'església sola per practicar l'orgue i es troba passant d'un himne a una música estranya. En un trànsit, veu visions de L'home i altres guls ballant al pavelló. El ministre, escoltant l'estranya música, la denuncia com a sacrilegi i insisteix perquè Mary dimiti.
Aquella nit, Mary acompanya John a un bar. Aterrada d'estar sola amb els seus malsons, Mary li diu a John que vol la seva companyia. Quan tornen a casa, John intenta convèncer la Mary perquè el deixi passar la nit; tanmateix, Mary es torna histèrica quan veu L'home al mirall. John se'n va, creient que Mary està boja. L'endemà al matí, Mary torna al pavelló on es troba amb l'home i els seus companys guls. Ella intenta escapar frenèticament, però els locals no la reconeixen i només es troba amb més guls fins que es desperta, revelant que l'escena anterior és només un malson. Més tard torna al pavelló, on troba els guls ballant, amb una versió gul d'ella mateixa combinada amb l'Home. Intenta fugir, però és perseguida pels guls fins a la platja, on s'ensorra quan s'apropen.
L'endemà, el doctor Samuels, el ministre i la policia van al pavelló a buscar la Mary. Troben les seves petjades, però observen que d'una altra manera ha desaparegut. De tornada a Kansas, el cotxe submergit finalment és tret del riu. El cos de Mary es veu al seient davanter al costat de les altres dues dones.

## Repartiment
- Candace Hilligoss com a Mary Henry
- Frances Feist com la senyora Thomas
- Sidney Berger com a John Linden
- Art Ellison com a ministre
- Stan Levitt com el Dr. Samuels
- Tom McGinnis com a cap de la fàbrica d'orgues
- Forbes Caldwell com a treballador de la fàbrica d'orgues
- Dan Palmquist com a encarregat de la benzinera
- Bill De Jarnette com a mecànic
- Steve Boozer com a Chip
- Pamela Ballard com a venedora de vestits
- Herk Harvey com "l'home" (el gol principal)

## Producció

### Desenvolupament

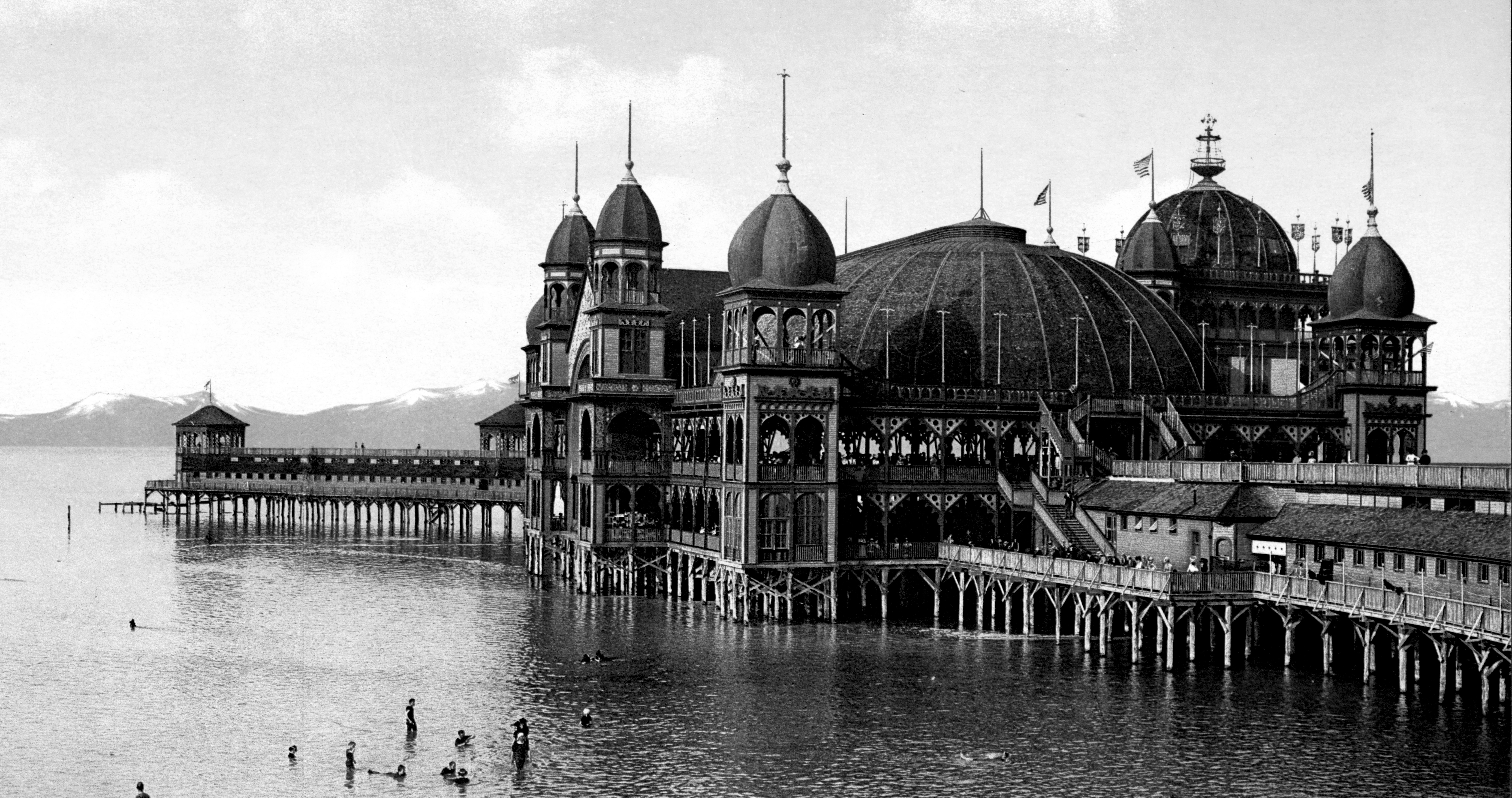
Harvey va centrar i va rodar la pel·lícula al voltant del llavors abandonat Saltair Pavilion a Salt Lake City, Utah

Harvey va ser un director i productor de pel·lícules educatives i industrials amb seu a Lawrence, Kansas, on va treballar per a la Centron Corporation. Quan tornava a Kansas després de rodar una pel·lícula de Centron a Califòrnia, Harvey va desenvolupar la idea del Carnaval of Souls després de passar per davant del Saltair Pavilion abandonat a Salt Lake City. "Quan vaig tornar a Lawrence, vaig preguntar al meu amic i company de feina de Centron Films, John Clifford, que hi era escriptor, com li agradaria escriure un llargmetratge", va recordar Harvey. "L'última escena, li vaig dir, havia de ser una colla de guls ballant a aquella sala de ball; la resta depenia d'ell. La va escriure en tres setmanes."
El guió està basat lliurement en el curtmetratge francès La Rivière du hibou (1961), una adaptació de la història de 1890 An Occurrence at Owl Creek Bridge d'Ambrose Bierce.

### Càsting

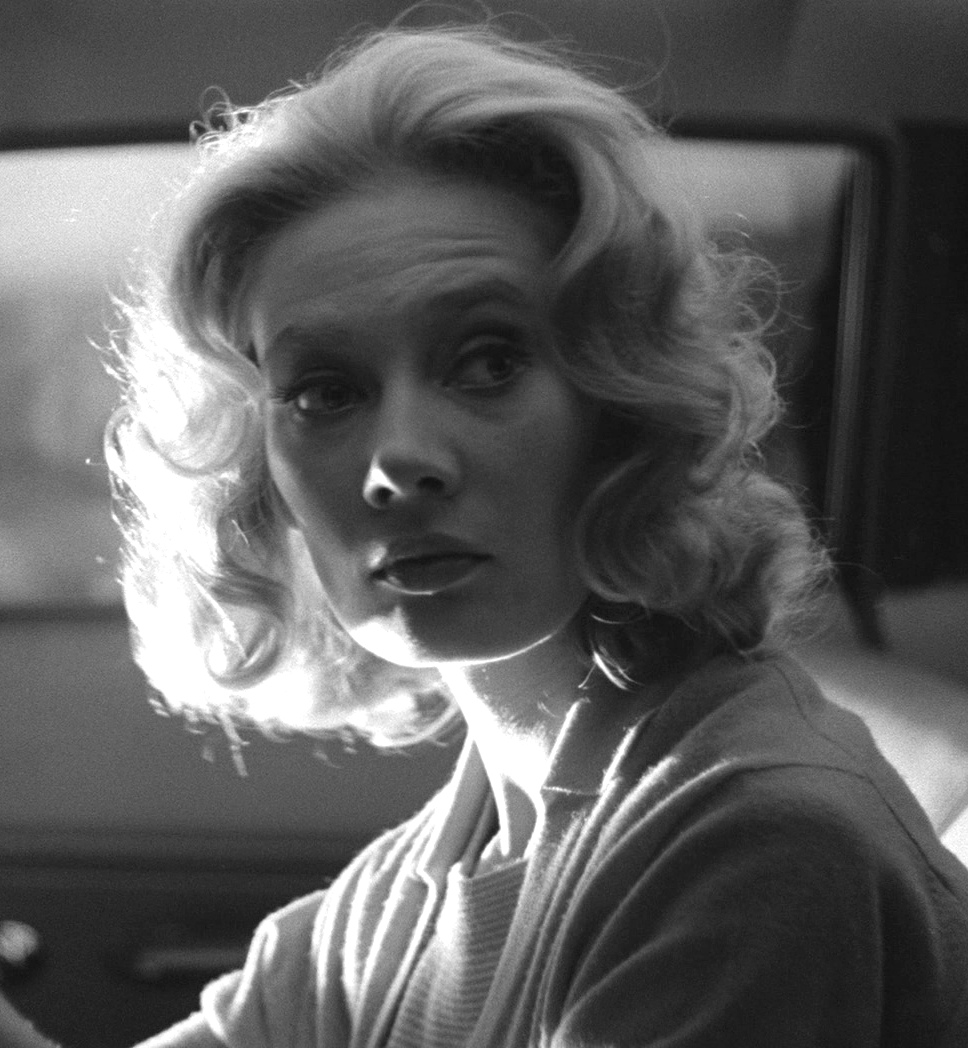
Candace Hilligoss, 1962

A la ciutat de Nova York, Harvey va descobrir l'actriu Candace Hilligoss, de vint-i-sis anys, que  havia estudiat amb Lee Strasberg, i li va donar el paper principal de Mary Henry.¡. A Hilligoss se li va oferir un paper a la pel·lícula de terror dirigida per Richard Hilliard Violent Midnight (1963), però va optar pel paper a Carnival of Souls. Va declarar que en aquell moment, va prendre el paper com a una situació d' afaga els diners i corre; li van pagar aproximadament 2.000 dòlars pel seu treball a la pel·lícula.

### Rodatge
Harvey va rodar "Carnival of Souls" en tres setmanes a Lawrence i Salt Lake City després de prendre's tres setmanes de descans del seu treball a Centron per dirigir la pel·lícula, i començant amb un pressupost de producció inicial de 17.000 dòlars. Va augmentar el pressupost en efectiu de 17.000 dòlars preguntant als empresaris locals si estaven disposats a invertir 500 dòlars en la seva producció. Els altres 13.000 $ del pressupost total de 30.000 $ es van ajornar. Harvey va poder aconseguir el lloguer del Saltair Pavilion per 50 dòlars, i diverses escenes més, com l'escena amb Mary als grans magatzems, es van rodar a l'estil guerrilla, amb Harvey pagant als locals per permetre que la tripulació filmés ràpidament.  Hilligoss va descriure el procés de rodatge com a ràpid, amb el repartiment i l'equip treballant set dies a la setmana.
Harvey pretenia que la pel·lícula tingués "l'aspecte d'Bergman i la sensació de Cocteau", i va utilitzar tècniques que havia après en el seu treball en pel·lícules industrials per tal de limitar les despeses de la producció. No hi havia prou diners per a una pantalla de procés per crear un efecte de retroprojecció, que era el mètode que s'utilitzava normalment en aquell moment per crear la impressió que una escena estava passant dins d'un cotxe en moviment, combinant metratge rodat dins d'un cotxe estàtic amb metratge independent d'un cotxe en moviment al fons. En lloc d'això, Harvey va utilitzar una càmera Arriflex de mà alimentada amb bateria per filmar les fotografies dins dels cotxes en moviment, eliminant la necessitat de fer un compositing. L'Arriflex, que en aquella època era més utilitzat pels càmeres que filmaven imatges de noticies, també els permetia utilitzar una càmera en moviment en altres escenes sense necessitat d'equipament com carretons o grues.
L'ajudant de direcció d'en Harvey era Reza Badiyi, un jove immigrant iranià que tot just començava el seu treball cinematogràfic als Estats Units. En aquest moment, Badiyi havia estat director de segona unitat d'una altra pel·lícula, el debut en direcció de Robert Altman, The Delinquents,, però va fer (entre altres treballs notables) algunes de les apertures i muntatges més coneguts i emblemàtics de les sèrise de televisió, com ara Hawaii Five-O, Get Smart i The Mary Tyler Moore Show. El pla en què el rostre de l'home apareix a la finestra del cotxe es va aconseguir mitjançant l'ús d'un mirall angulat col·locat a l'altre costat de la finestra. L'escena de l'inici de la pel·lícula en què el cotxe surt del pont i s'endinsa al riu es va filmar a Lecompton (Kansas). La ciutat no va cobrar cap taxa per l'ús del pont, només va exigir que l'equip de filmació substituís els rails danyats del pont un cop s'havien acabat el rodatge. Això es va fer, amb un cost de 12 dòlars per a la reparació.

### Banda sonora

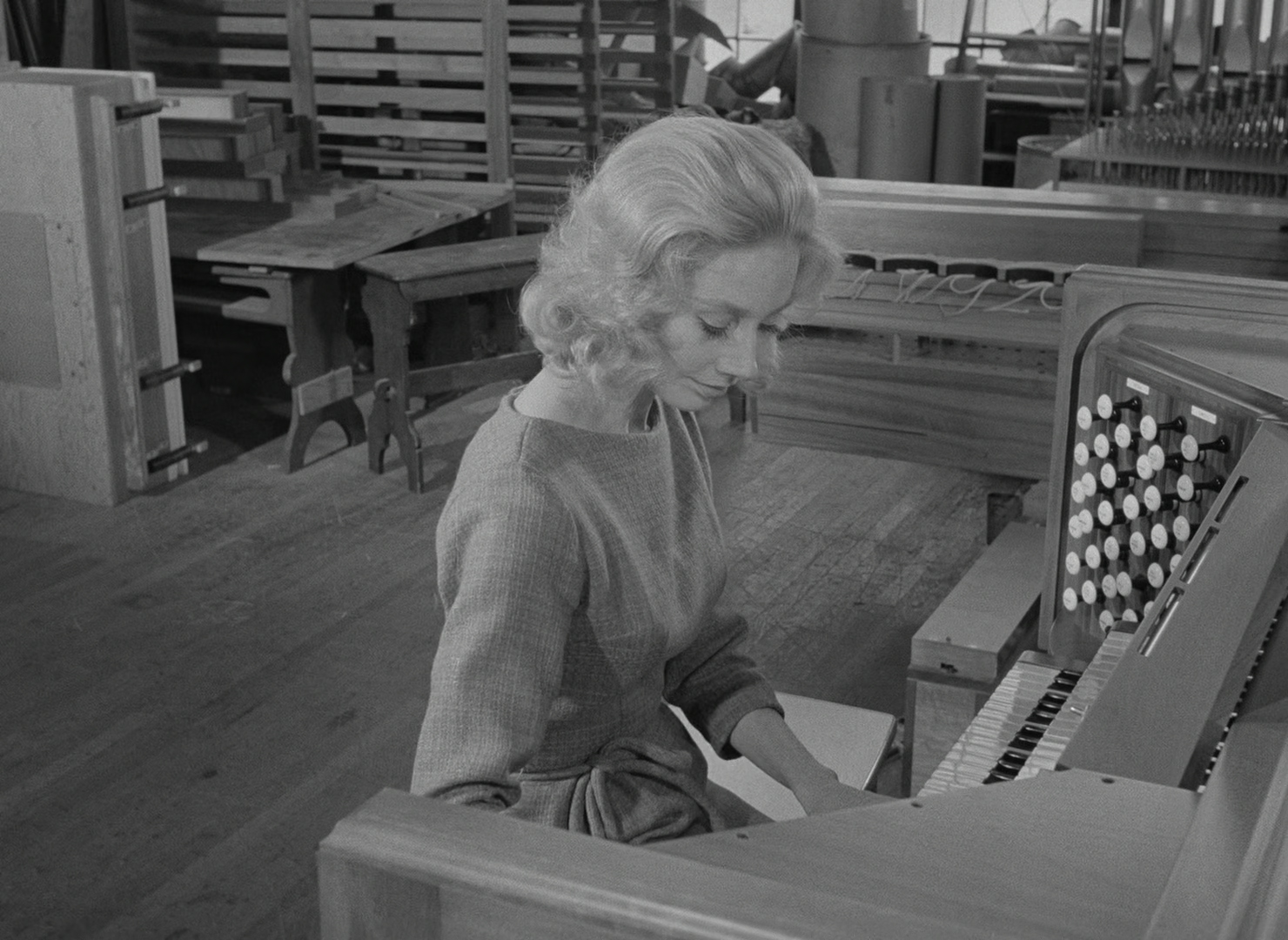
Hilligoss (com a Mary Henry) tocant l'orgue.

Carnival of Souls inclou una banda sonora original d'orgue de l'organista i compositor local de Kansas City Gene Moore. L'estudiosa de cinema i música Julie Brown comenta la partitura, assenyalant: "L'orgue és una de les presències espectrals de Carnaval of Souls, convocant, o sent invocat per les diverses al·lusions de la pel·lícula al passat del cinema". El guionista John Clifford ha afirmat que les ubicacions que Harvey va triar per a la pel·lícula (en particular el Saltair Pavilion i el gran orgue de l'església) van influir en la decisió d'utilitzar una partitura d'orgue. Harvey va implementar la representació en pantalla de l'orgue tocat per Mary per afegir-se a l' "aspecte gòtic" de la pel·lícula.
El 1988 es va publicar un àlbum de banda sonora original de "Carnival of Souls" amb la partitura musical original de Gene Moore.
El 2023, Waxwork Records va llicenciar els drets de la banda sonora de Peter Soby i Matthew Irvine i va llançar "Carnival Of Souls" com a part de la sèrie de bandes sonores de Rob Zombie Presents. Va ser premsat en vinil de colors i es va guardar en un embalatge especial amb obres d'art de Graham Humphreys.

## Llançament
Carnival of Souls es va estrenar mundialment al Main Street Theatre de Lawrence, Kansas, el setembre de 1962. Si bé el llançament estatunidenc de Carnival of Souls no va incloure els drets d'autor a les impressions, col·locant-les automàticament en el domini públic, l'estrena a l'estranger comercialitzada per Walter Manley contenia una targeta de drets d'autor i estava protegida per a vendes a l'estranger. Herz-Lion va retallar les impressions de sala de 35 mm a 78 minuts que va retallar l'original de la càmera. No obstant això, les còpies de televisió de 16 mm es van imprimir completes i retallades individualment per cada emissora per adaptar-se a la seva franja horària, motiu pel qual varien en longitud.
WOR-TV a la ciutat de Nova York solia emetre la pel·lícula intacta en una franja horària nocturna a la dècada de 1960. Les escenes retallades pel distribuïdor inclouen una escena on Mary s'atura en una benzinera i parla de l'edifici del carnaval amb l'assistent, una seqüència de diàlegs més llarga entre el cap de la fàbrica d'orgues i un fuster i una escena extra on el metge parla amb la patrona. L'any 1989, la pel·lícula es va projectar en festivals d'Europa i els Estats Units, cosa que li va oferir un renovat interès públic, i posteriorment ha aparegut en nombrosos festivals de cinema de Halloween.
Les impressions de Carnaval of Souls varien en durada des de 78 minuts en estrena en cinemes fins a 84 minuts en el tall original. Tot i que algunes fonts han enumerat erròniament la pel·lícula amb un temps d'execució de 91 minuts, Michael Weldon va declarar a The Psychotronic Video Guide to Film que el tall cinematogràfic original de la pel·lícula durava aproximadament 80 minuts. També va afirmar que la versió del director, de 84 minutés és "la millor i més completa versió que veurem mai."

### Recepció i llegat
Carnaval of Souls va passar desapercebuda pels crítics en el seu llançament inicial i va rebre "aclamacions retardades" en les dècades següents, amb nombroses projeccions d'art i assaig el 1989 juntament amb la temporada de Halloween. Des d'aleshores, moltes escoles de cinema l'han considerat un clàssic, sovint elogiat pel seu disseny d'il·luminació i so, en què "la vista i el so s'uneixen... d'una manera horrorosa".  Alguns estudiosos, com ara S. S. Prawer, consideren Carnaval of Souls més una pel·lícula d'art que una pel·lícula de terror senzilla. La guia de pel·lícules Time Out va elogiar les "composicions en blanc i negre sorprenents de la pel·lícula, les seqüències de somnis desorientadores i l'atmosfera inquietant", i va afegir que la pel·lícula "té la sensació d'una pel·lícula muda expressionista alemanya. Malauradament, també ho fan alguns dels actors, que pateixen d'expressions facials exagerades i gestos estranys. Però el poder fascinant de les seqüències del carnaval i de les sales de ball supera amb escreix la cursi de les incòmodes escenes íntimes."
Leonard Maltin va donar a Carnaval of Souls una puntuació de dues estrelles i mitja sobre quatre, qualificant la pel·lícula de "misteriosa" i "esforç imaginatiu de baix pressupost"." El crític Roger Ebert va comparar la pel·lícula amb un "episodi perdut de La Dimensió Desconeguda" i va assenyalar que posseïa un "poder intrigant" Joe Brown de The Washington Post va comentar la cinematografia de la pel·lícula, escrivint: "El treball de càmera de Harvey dóna un nou gir a la paraula 'cara de pòquer', fent que els llocs i les persones més mundanes que es puguin imaginar semblin al·lucinacions horroroses, i el director mostra una intenció per emprar elegantment les ubicacions existents i la il·luminació per al màxim valor de desorientació." Stephen Holden de The New York Times va veure la projecció de 1989 al Fantasy Festival i va escriure: "El que ha fet que Carnival of Souls tingui la seva reputació és l'habilitat del director per crear un estat d'ànim d'angoixa fatalista." Peter Rainer de Los Angeles Times va percebre la cinematografia de la pel·lícula com un mèrit inconsistent, va qualificar l'actuació de "bastant amateur per començar, [i] té una qualitat d'una sola presa", i va assenyalar l' "inepte post-doblatge"; tanmateix, va escriure que "aquests elements de baixa categoria només afegeixen més terror".
TV Guide va donar a Carnival of Souls una puntuació de tres estrelles sobre quatre, elogiant l'atmosfera, l'actuació i la banda sonora estranya de la pel·lícula, anomenant-la "Una història de fantasmes esgarrifosa amb pretensions artístiques." Film Reel.com gave Carnival of Souls va donar a Carnival of Souls una crítica positiva, elogiant l'atmosfera de la pel·lícula, la tensió lenta i les imatges inquietants.
A Rotten Tomatoes, la pel·lícula té una puntuació d'aprovació del 87% basada en 67 ressenyes, amb una valoració mitjana de 7,2/10. El consens del lloc afirma que la pel·lícula "ofereix una prova deliciosament esgarrifosa que quan es tracta d'explicar una història de terror efectiva, menys sovint pot ser molt, molt més".
Alguns observadors han observat que els no-morts de la pel·lícula van influir fortament en La nit dels morts vivents de George Romero, i la semblança del pavelló abandonat amb l'Overlook Hotel a The Shining de Stanley Kubrick.

### Drets
Encara que alguns creuen que Carnival of Souls és de domini públic, els cineastes originals van rebre l'estatus de drets d'autor oficials de la pel·lícula el 1987 a nom d'Harold Harvey i John W. Clifford, amb el número de registre de copyright PAO1-230-677, a l'Office of the United States Register of Copyrights, Washington, D.C. (copyright # PAU2-064-013). Clifford i Harvey van poder legalment protegir els drets d'autor de la seva pel·lícula perquè el distribuïdor original, Harcourt Productions, no va sol·licitar mai els drets d'autor l'any 1962. La pel·lícula, inclòs el negatiu original i un grapat d'impressions i preses supervivents, van ser comprades als cineastes, juntament amb tots els drets, per Peter Soby i Matthew Irvine de Chicago West Entertainment el gener de 1997.

### Mitjans domèstics
Carnival of Souls s'ha llançat en un nombre important de formats a través de nombrosos distribuïdors, que, segons els estudiosos de cinema Chris Vander Kaay i Kathleen Fernandez-Vander Kaay, han assegurat "una presència constant al mercat del vídeo i [ha contribuït a] la seva popularitat de culte perdurable". The Criterion Collection va llicenciar la versió oficial dels drets d'autor de la pel·lícula Peter Soby i Matthew Irvine i va emetre un DVD de 2 discos de la pel·lícula l'any 2000, amb una versió cinematogràfica de 78 minuts i una versió de director ampliada de 84 minuts. El 2009, Legend Films  va estrenar la pel·lícula en DVD amb la versió en blanc i negre i colorida del la versió del director, incloent una pista de comentaris d'àudio del còmic Michael J. Nelson, un antic escriptor i presentador de Mystery Science Theater 3000.
El 2016, The Criterion Collection va reeditar la pel·lícula en DVD, a més d'estrenar-la en Blu-ray, amb una nova restauració.
Carnival of Souls ha desenvolupat gradualment un seguiment de culte des del seu llançament i ara es considera un clàssic de baix pressupost. Des de llavors, la pel·lícula ha estat inclosa en diverses llistes de diversos mitjans de comunicació com una de les pel·lícules de terror més grans mai fetes. La revista Complex va classificar Carnaval of Souls en el lloc 39 de la seva llista de les 50 pel·lícules més terrorífiques mai fetes. Slant Magazine va situar la pel·lícula al número 32 de les seves "100 millors pel·lícules de terror de tots els temps". La revista Paste va classificar la pel·lícula en el lloc 85 de la seva llista de les "100 millors pel·lícules de terror de tots els temps".
El 2012, l'Academy Film Archive va restaurar Carnival of Soulsjuntament amb Peter Soby i Matthew Irvine. També guarden els negatius originals emmagatzemats a les seves instal·lacions. La pel·lícula ha estat nomenada com a precursora de les obres de diversos cineastes, com ara David Lynch, George A. Romero, Lucrecia Martel i James Wan.
La pel·lícula es va utilitzar per a un esdeveniment en directe de RiffTrax l'octubre de 2016, on els antics membres del repartiment de Mystery Science Theater 3000 Bill Corbett, Kevin Murphy i Michael J. Nelson va reproduir la pel·lícula per a una audiència en directe i es va emetre a altres sales a través de NCM Fathom. El lloc web de Rifftrax ofereix les descàrregues de vídeos de l'actuació en directe, així com un riff gravat a l'estudi de la pel·lícula.
L'octubre de 2020, Happy Cloud Media va publicar una novel·lització de la pel·lícula titulada Nightmare Pavilion escrita per Andrew J. Rausch.

### Remakes
Encara no hi ha hagut un veritable remake de l'original, però Peter Soby va negociar "basat en" els drets de Carnival of Souls amb l'escriptor, John Clifford, i el director Herk Harvey, la qual cosa va portar el 1998 a una pel·lícula "basada en" titulada "Wes Craven Presents Carnival of Souls" dirigida per Adam Grossman i Anthony Hickox i protagonitzada per Bobbie Phillips. Aquesta pel·lícula "basada en" té poc en comú amb la pel·lícula de 1962, manllevant poc més que la revelació al final. Sidney Berger, que havia aparegut a la pel·lícula original com a John Linden, va aparèixer en un cameo al remake. El remake seguia la història d'una jove (Phillips) i el seu enfrontament amb l'assassí de la seva mare. Segons Candace Hilligoss, els cineastes havien demanat que també aparegués ella, l'estrella de la primera pel·lícula, però ella es va negar, sentint que Clifford i els cineastes del remake li havien mostrat una falta de respecte en iniciar la pel·lícula sense consultar-la ni considerar el seu tractament per a una seqüela de la versió de 1962. En realitat, Peter Soby volia que Hilligoss formés part de la pel·lícula "basada en" com a productora i que tingués un paper a la pel·lícula, però, ella havia escrit el seu propi guió especulatiu  titular "Carnival of Souls II", que Soby, Harvey i Clifford consideraven que no era el to adequat. Es va centrar en el seu personatge de la pel·lícula original, Mary Henry, que va tornar com un fantasma 35 anys després i es va enamorar d'un home més jove.  Candace es va negar a formar part de la nova producció si no era el seu guió, així que, malauradament, Soby, que va adquirir oficialment els drets d'Harvey i Clifford, va haver de separar-se d'ella. La pel·lícula "basada en" es va comercialitzar com Wes Craven Presents 'Carnival of Souls' perquè Soby va negociar amb TriMark Pictures acordar contractualment fer una pel·lícula "basada en" l'original i no un remake amb el mateix títol. Va rebre avaluacions negatives de la majoria de revisors no va aconseguir l'estrena en cinemes, passant a directe a vídeo.
Yella, una pel·lícula alemanya del 2007 dirigida per Christian Petzold, es considera un remake no oficial de Carnaval of Souls.

### En la cultura popular
Quan Mary parla amb el gerent de la fàbrica d'orgues a l'inici de la pel·lícula, aquest li diu: "Per ser músic cal més que intel·ligència. Posa-hi la teva ànima. D'acord?" Aquesta mostra es va utilitzar a la cançó de 1998 "Church of Noise" de la banda de rock d'Irlanda del Nord Therapy?.
Mary es lamenta cap al final de la pel·lícula: "No pertanyo al món, això és el que és. Alguna cosa em separa dels altres. Allà on em giro, hi ha alguna cosa que em bloqueja la fugida". Una mostra d'aquesta línia es va utilitzar al començament de la cançó de Lana Del Rey "13 Beaches" al seu àlbum Lust for Life (2017).
Es van utilitzar clips de la pel·lícula al vídeo de Drake "Knife Talk".
Clips de la pel·lícula també van ser utilitzats per la banda Why These Coyotes per a la seva cançó Dance Around the Fire.
Les escenes de dancehall que apareixen al final de la pel·lícula es van referenciar al vídeo musical  "Smoke Signals" de Phoebe Bridgers].
Peter Soby va llicenciar els drets oficials del perfum a Marissa Zappas qui va llançar el perfum oficial Carnaval of Souls el 31 d'octubre de 2024.

### Assaigs crítics
- Introduction to Carnival of Souls assaig de John Clifford a The Criterion Collection
- Carnival of Souls un assaig de Bruce Kawin a The Criterion Collection

### Sobre la pel·lícula
- Carnival of Souls a YouTube
- CarnivalOfSoulsVideoQualityUpgrade   Carnival of Souls es pot descarregar gratis a Internet Archive [més]